# Miles Davis
Miles Dewey Davis III (26 de maig del 1926 - 28 de setembre del 1991) va ser un dels músics més influents i innovadors del segle xx. Trompetista, compositor i líder de banda, Davis va ser a primera línia de gairebé totes les evolucions que va fer el jazz després de la II Guerra mundial.

## Un lloc en la història deljazz
Va tocar en algunes de les importants primeres gravacions de bebop i en va fer les primeres de cool. Va ser parcialment responsable de l'evolució del jazz modal i el jazz-fusió va sorgir del treball que va fer amb altres músics als darrers 60 i primers 70. El free-jazz va ser l'únic estil de després de la II Guerra mundial en què no va influir de manera significativa. Tot i que alguns dels músics de les seues bandes van seguir aquest estil.
Les seues gravacions, junt amb les actuacions en directe de les seues molt influents bandes, van ser vitals en l'acceptació del jazz com a música amb un valor artístic perdurable. Popularitzador alhora que innovador, Davis va esdevenir famós gràcies al seu estil lànguid i melòdic i, al mateix temps, per la seua personalitat conflictiva. En tant que músic cada vegada millor pagat i vestit a la moda, Davis també va ser un símbol del potencial comercial del jazz.
Davis va ser el darrer d'una tradició de trompetistes de jazz que comença amb Buddy Bolden i segueix amb Joe King Oliver, Louis Armstrong, Roy Eldridge i Dizzy Gillespie. Ha estat comparat amb Duke Ellington en tant que músic innovador. Tots dos van ser hàbils intèrprets dels seus instruments sense ser considerats virtuosos.
Mentre que el principal valor d'Ellington era com a compositor i com a líder d'una gran banda, Davis tenia el do d'ajuntar músics amb talent en grups petits i permetre'ls-hi un espai per a evolucionar. Així, moltes de les figures més importants del jazz
de després de la II Guerra mundial van tocar en un dels grups de Davis en algun moment de les seues carreres.

## Primers anys

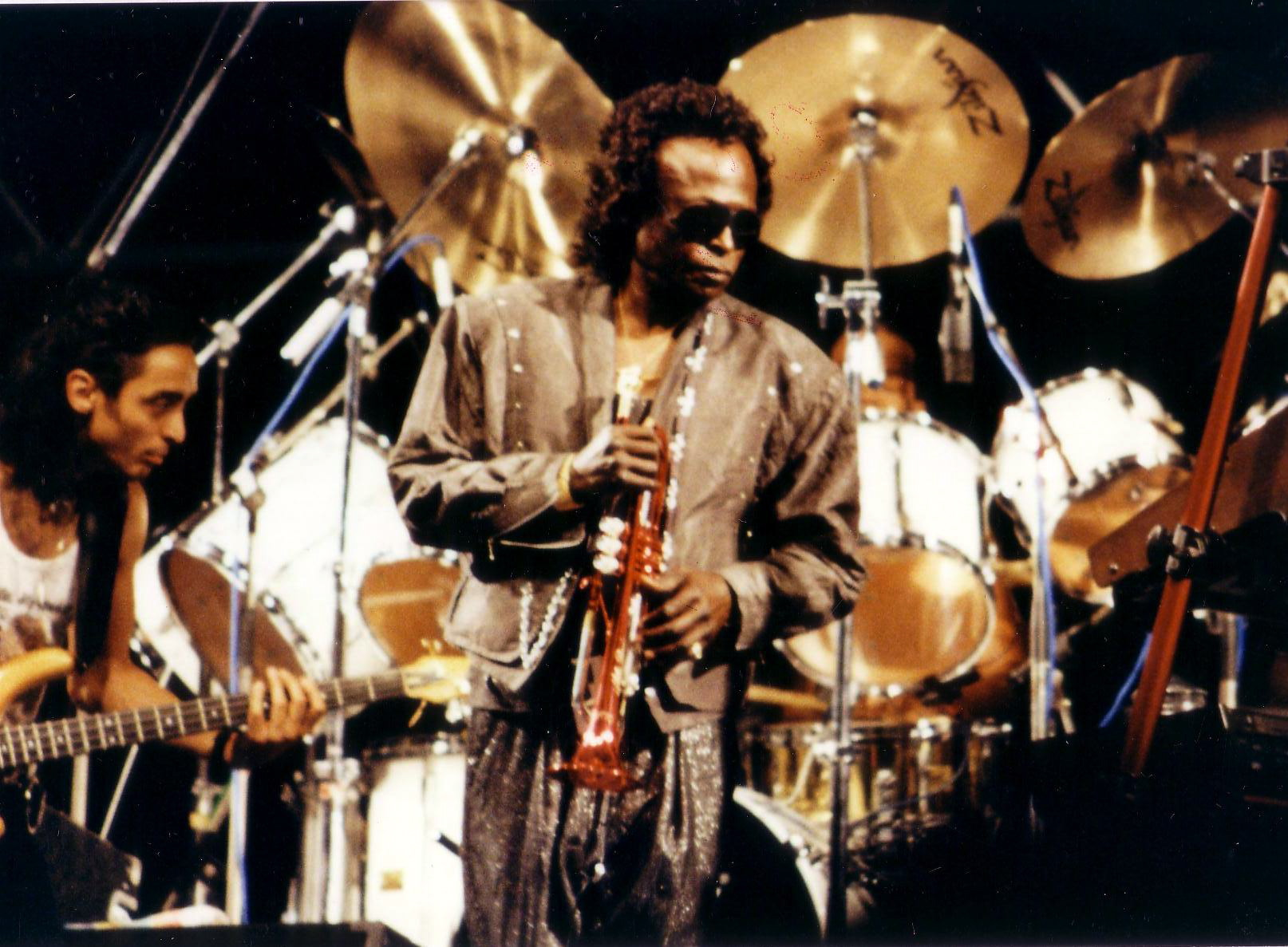
Miles Davis

Miles Davis va nàixer el 26 de maig del 1926 en un família afroamericana relativament benestant que vivia a Alton (Illinois). El seu pare, Miles Henry Davis, era dentista. I el 1927 es van traslladar a un barri de població blanca a East St. Louis. Tenien, a més, un ranxo considerable, per la qual cosa ja de xiquet Davis va aprendre a muntar a cavall.
La seua mare, Cleota, volia que Miles aprengués a tocar el violí. Tot i que ella era una pianista de blues competent, li ho va amagar al seu fill perquè trobava que la música negra no era prou elegant. Quan Miles tenia nou anys, un amic del seu pare li va donar la seua primera trompeta, però no va començar a aprendre a tocar-la seriosament fins que no va tenir tretze anys, quan el seu pare li'n va donar una de nova i li va contractar classes amb el trompetista local Elwood Buchanan. Al contrari del que era moda aleshores, Buchanan insistia en la importància de tocar sense vibrato, cosa que Davis tindria en compte al llarg de la seua carrera.
Clark Terry, a més d'amic de Davis, va ser una altra de les influències d'aquell període. Als setze anys, Miles es va fer membre de la unió de músics i treballava professionalment quan no era a l'institut. Als disset, va passar un any tocant amb els "Blue Devils", la banda d'Eddie Randle. Va ser en aquella època que Sonny Stitt el va mirar de convèncer, d'unir-se a la banda de Tonny Bradshaw que passava llavors per la ciutat. Cleota, però, va insistir que acabés el darrer any d'institut.
El 1944, la Billy Eckstine Band va visitar East St. Louis. Dizzy Gillespie i Charlie Parker n'eren membres i Davis va ser agafat com a tercer trompetista per a un parell de setmanes a causa de la malaltia de Buddy Anderson. Quan la banda d'Eckstine se'n va anar a completar la gira, va deixar enrere Davis. Els pares del trompetista encara estaven interessats que continués els seus estudis.

## Elbebopi el naixement delcool(del 1944 al 1950)

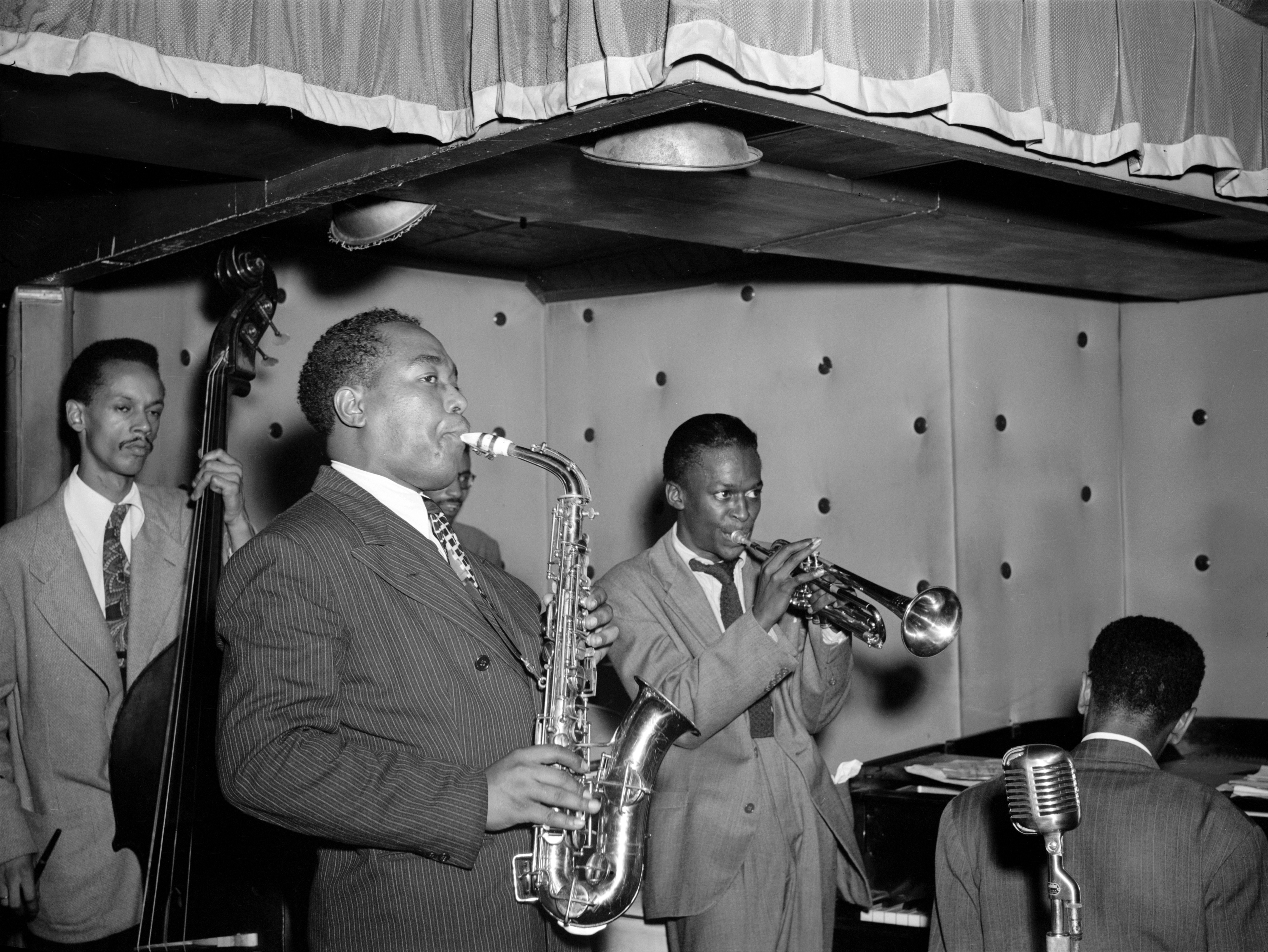
Tommy Potter amb Ch.Parker, M.Roach, M.Davis i D.Jordan

El 1944, Davis es va traslladar a la ciutat de Nova York, aparentment per a aprofitar una beca a la Julliard School of Music. En realitat, però, va negligir els estudis i de seguida es va posar a localitzar Charlie Parker. Les seues primeres gravacions van ser fetes el 1945 i aviat va ser membre del quintet de Parker i apareix en molts dels enregistraments iniciadors del bebop per als segells Savoy i Dial. L'estil de Davis a la trompeta ja era distingible llavors, però, com a solista, encara li mancaven la confiança i el virtuosismes dels seus mentors i es va fer conegut per tocar notes ofegades (una característica de Davis) i per entrebancar-se durant els seus solos.
Cap al 1948, ja havia acomplert el seu aprenentatge com a sideman, tant en l'escenari com a l'estudi, i començava una carrera d'enregistraments pel seu compte. Davis va començar a treballar amb un nonet i una formació instrumentació aleshores poc usual que incloïa un corn d'harmonia i una tuba. El nonet presentava uns joves Gerry Mulligan i Lee Konitz. Després d'algunes actuacions al New York's Royal, Davis va signar amb Capitol Records. El nonet va traure uns quants singles el 1949 i el 1950, amb arranjaments de Gil Evans, Gerry Mulligan i John Lewis. Amb això, va començar la col·laboració amb Evans, amb qui col·laboraria en moltes de les seues obres més importants durant més de vint anys. Amb el material d'aquesta època, Miles taruria el seu primer LP: Birth of the Cool.

## Enregistraments i drogoaddicció (1950-1955)
Tocant als club de jazz de Nova York, Davis va sovintejar el contacte amb drogoaddictes i traficants i, cap al 1950, com molts dels seus contemporanis, ja havia desenvolupat una addicció greu a l'heroïna. Durant la primera part de la dècada dels cinquanta, tot i que va fer moltes actuacions i va enregistrar moltes sessions, la major part són poc inspirades i semblava que el seu talent anava desapareixent. Ningú no n'era més conscient que el mateix Davis i el 1954 va tornar a East St. Louis i, amb l'ajut i l'encoratjament del seu pare, va aconseguir de deixar les drogues, apartant-se ell mateix de la societat fins que no en va estar completament lliure.
Entre 1950 i 1955, Davis va gravar com a líder, principalment, per a Prestige i Blue Note amb petits grups de composició variada. D'aquesta època, cal destacar Dig (Prestige, 1951) perquè es pot considerar el naixement del hard-bop. I entre els músics amb qui va tocar, hi ha Sonny Rollins, John Lewis, Kenny Clarke, Jackie McLean, Art Blakey, Horace Silver, Thelonious Monk, J. J. Johnson, Percy Heath, Milt Jackson i Charles Mingus. I ja el 1953 havia escoltat a Chicago el pianista Ahmad Jamal que va influir en la manera de tocar de Davis.
Després de vèncer l'addicció a l'heroïna, el 1954, Davis va fer per al segell discogràfic Prestige un seguit d'enregistraments d'importància: Bags' Groove, Miles and the Modern Jazz Giants i Walkin. Va ser en aquella època que va començar a fer servir una sordina Harmon per a fer més fosc i suau el timbre de la seua trompeta. Va ser aquesta sonoritat i aquest to que van ser associats per sempre més a la carrera de Davis.,
Tanmateix, la seua fama entre el públic no va esclatar fins al juliol del 1955, quan va tocar un solo llegendari sobre el "'Round Midnight" de Monk al Festival de Jazz de Newport. Va ser aquesta actuació que va portar Davis a la primera línia del jazz de l'època i que li va permetre, a més, signar amb la Columbia induït per George Avakian i formar el seu primer quintet.

## El primer quintet i sextet (del 1955 al 1958)

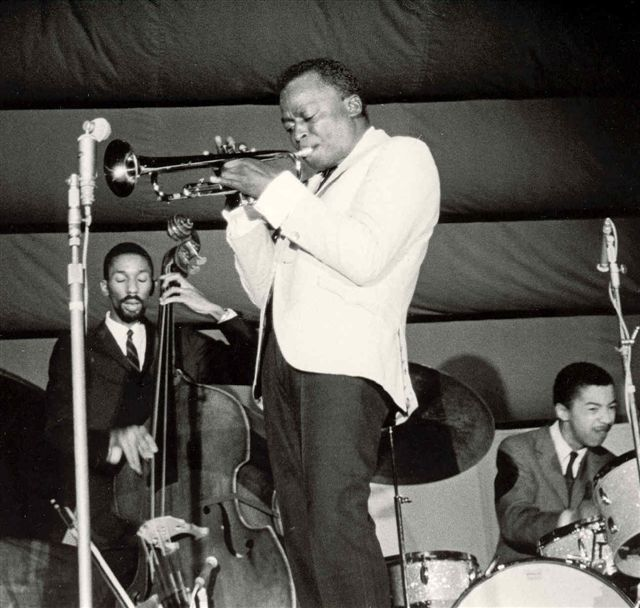
Miles Davis a Antíbol la nit del 26 al 27 de juliol de 1963. A l'esquerra, Ron Carter. A la dreta, Tony Williams.

El 1955, Davis va formar la primera encarnació del seu famós Miles Davis Quintet. Aquesta primera banda la formaven John Coltrane al saxo tenor, Red Garland al piano, Paul Chambers al contrabaix i Philly Joe Jones a la bateria. Musicalment, la banda continuava per on Miles Davis ho havia deixat cap a la fi dels anys 40. Evitant la complexitat rítmica i harmònica del llavors regnant bebop, Davis podia disposar d'un espai per a tocar molt en legato unes frases melòdiques amb les quals va començar a explorar la música modal. En aquella època, Davis era un gran admirador d'Ahmad Jamal, de qui es pot rastrejar la influència en la música del quintet.
El primer enregistrament del grup, el van fer per a la Columbia Records el 1955, Round About Midnight. Davis encara era sota contracte de Prestige, però va arribar-hi a un acord, gràcies al qual podia fer gravacions per al seu nou segell. Les darreres camçons per a Prestige són el producte de dos dies de gravació del 1956: Relaxin' with the Miles Davis Quintet, Steamin' with the Miles Davis Quintet, Workin' with the Miles Davis Quintet i Cookin' with the Miles Davis Quintet.
Tot i que avui és tingut com un dels millors grups de jazz de la història, la tria de músics que va fer Davis va rebre algunes crítiques en l'època. El quintet, a més, mai no va ser del tot estable; molts d'ells consumien heroïna, i a principis del 1957 es va desfer.
El 1958, va reaparèixer convertit en sextet, amb l'afegit de Julian "Cannonball" Adderley al saxo alt i van gravar Milestones. Musicalment, abasta tant el passat, com el futur del jazz. Davis hi va demostrar que podia tocar tant blues com bebop (hàbilment Assier Coltrane). La peça central és la que dona títol a l'àlbum, una composició de Davis centrada en els modes dòrics i eòlics i presenta la improvisació lliure en estil modal que Davis havia fet seua. En un altre dels temes, Billy Boy, només hi trobem la secció rítmica, sense els vents —cosa que és molt poc usual.

## Gravacions amb Gil Evans (del 1957 al 1963)
Entre finals dels anys cinquanta i principis dels seixanta, Davis va gravar una sèrie d'àlbums amb Gil Evans en què tocava, a més de la trompeta, el flugelhorn. El primer, Miles Ahead (1957), mostrava la seua manera de tocar amb una big band i una secció de vents bellament arranjada per Gil Evans. Les melodies incloïen "The Duke" de Dave Brubeck, a més de "Les xiques de Cadis" de Léo Delibes, la primera peça de música clàssica europea que Davis va enregistrar.
Al Porgy and Bess (1958), de Davis i Evans, una adaptació del de George Gershwin, l'estructura de les cançons de Gershwin oferia una ampli espai per a la improvisació de Davis, qui demostrava així el seu domini de les variacions i expansions sobre els temes originals, així com les seues originals idees melòdiques.
Sketches of Spain (1959-1960) oferia tant melodies del compositors espanyols contemporanis Manuel de Falla o Joaquín Rodrigo, com composicions originals del mateix Evans sobre temes espanyols. El disc Miles Davis at Carnegie Hall (1961) inclou el Concert d'Aranjuez de Rodrigo al costat d'altres melodies enregistrades en concert amb una orquestra sota la direcció d'Evans.
De les sessions del 1962 i 1963, n'és fruit l'àlbum Quiet Nights, una breu col·lecció de melodies de bossa nova que va eixir en contra dels desitjos tant de Davis com d'Evans.
La col·laboració dels dos músics es va acabar amb una sessió fracassada el 1968.

## Kind of Blue(del 1959 al 1964)
Després d'enregistrar Milestones, Garland i Jones van ser substituïts per Bill Evans i Jimmy Cobb. Probablement, va contractar Evans pel seu enfocament harmònicament sofisticat. L'estada d'Evans en el grup, però, va ser, per un seguit de raons, breu. I a finals del 1958 va ser reemplaçat per Wynton Kelly.
Al març i abril del 1959, va tornar a l'estudi de gravació amb el seu sextet i amb Bill Evans per gravar la que ha estat considerada per tothom la seua obra mestra, Kind of Blue. En el disc, planeja l'estil de piano d'Evans (present en tots els temes, tret d'un). És influït, a més, pels conceptes que Evans havia aprés mentre treballava amb George Russell durant les primeres gravacions de jazz modal i que va transmetre al sextet. Kelly només toca en Freddie Freeloader (el segon tema del disc, però el primer cronològicament a ser gravat) i ni tan sols va ser present en la sessió d'abril. So What i All Blues ja havien estat tocades pel sextet en concerts anteriors a les sessions d'enregistrament, però per a les altres tres composicions Davis i Evans van preparar estructures harmòniques poc dibuixades que els músics que havien de gravar-les només coneixien el mateix dia de la gravació. Es tractava d'aconseguir enfocaments improvisadors. L'àlbum és el més apreciat (segons la RIAA) i el més venut de tota la història del jazz i, a més, ha tingut una influència molt gran en els altres músics.
Aquell mateix any, mentre descansava fora del conegut Birdland (un night club de la ciutat de Nova York), Davis va ser colpejat i arrestat per la policia. Davis, pensant que les motivacions havien estat racistes, va intentar portar l'agressió als tribunals, però va acabar desistint-hi. Ben diferent era, però, el tractament que Miles Davis rebia durant les seues periòdiques gires europees, durant les quals era agombolat per la societat.
Coltrane, qui havia esperat amb ànsia la possibilitat de formar el seu propi grup, es va deixar convèncer per Davis per tocar amb el grup d'aquest darrer durant una última gira en la primavera del 1960. Després —malgrat una tornada esporàdica com la d'alguns temes de Someday My Prince Will Come— se n'aniria a formar el seu quartet clàssic. Davis va provar uns quants saxofonistes per substituir-lo. Entre ells, Sonny Stitt i Hank Mobley. El quintet amb Mobley va fer enregistraments en estudi i també en directe, com ara els concerts al Carnegie Hall i al Blackhawk supper club (San Francisco). Sonny Stitt, en canvi, el trobem en el disc Live in Stockholm.
El 1963, la que havia estat la secció rítmica de Davis durant molt de temps (Kelly, Chambers i Jimmy Cobb) se'n va anar. Miles es va afanyar a formar un nou grup que incloïa el saxo tenor George Coleman i el baixista Ron Carter. Ells tres, junt a uns altres músics, van enregistrar la meitat d'un àlbum durant la primavera del 1963. Setmanes després, però, s'hi incorporaven el bateria Tony Williams i el pianista Herbie Hancock que, junt amb els dos esmentats abans i el mateix Davis, van enregistrar la resta de l'àlbum Seven Steps to Heaven.
La nova i jove secció rítmica, de seguida, es va conjuntar entre si i amb la secció de vent. Aquesta ràpida evolució del grup es veu en l'àlbum esmentat abans, així com en els discos In Europe (juliol del 1963), My Funny Valentine i Four and More (tots dos de febrer del 1964). El grup tocava bàsicament el mateix repertori de bebop i estàndards que havia tocar Davis amb les seues primeres bandes. El tocaven, però, amb una creixent llibertat tant rítmica com d'estructura i (en el cas del material per damunt del tempo) amb una velocitat suïcida.
Coleman se'n va anar la primavera del 1964 i, seguint el suggeriment de Tony Williams, va ser substituït per Sam Rivers, un saxofonista d'avantguarda. Per a Davis, però, que menyspreava l'avantguarda, Rivers no era una bona tria i no va durar gaire en el grup. No obstant la brevetat de la seua estada, va enregistrar un disc en directe al Japó, In Tokyo (juliol del 1964).

## El segon quintet (del 1965 al 1968)
Per l'època de l'ESP (1965), la formació de Davis consistia en Wayne Shorter, Herbie Hancock, Ron Carter (baix), i Tony Williams (bateria). L'última de les seues bandes acústiques, aquest grup és anomenat sovint com "el segon gran quintet."

## Discs més importants
- Birth of the Cool (1949)
- Round About Midnight (1956)

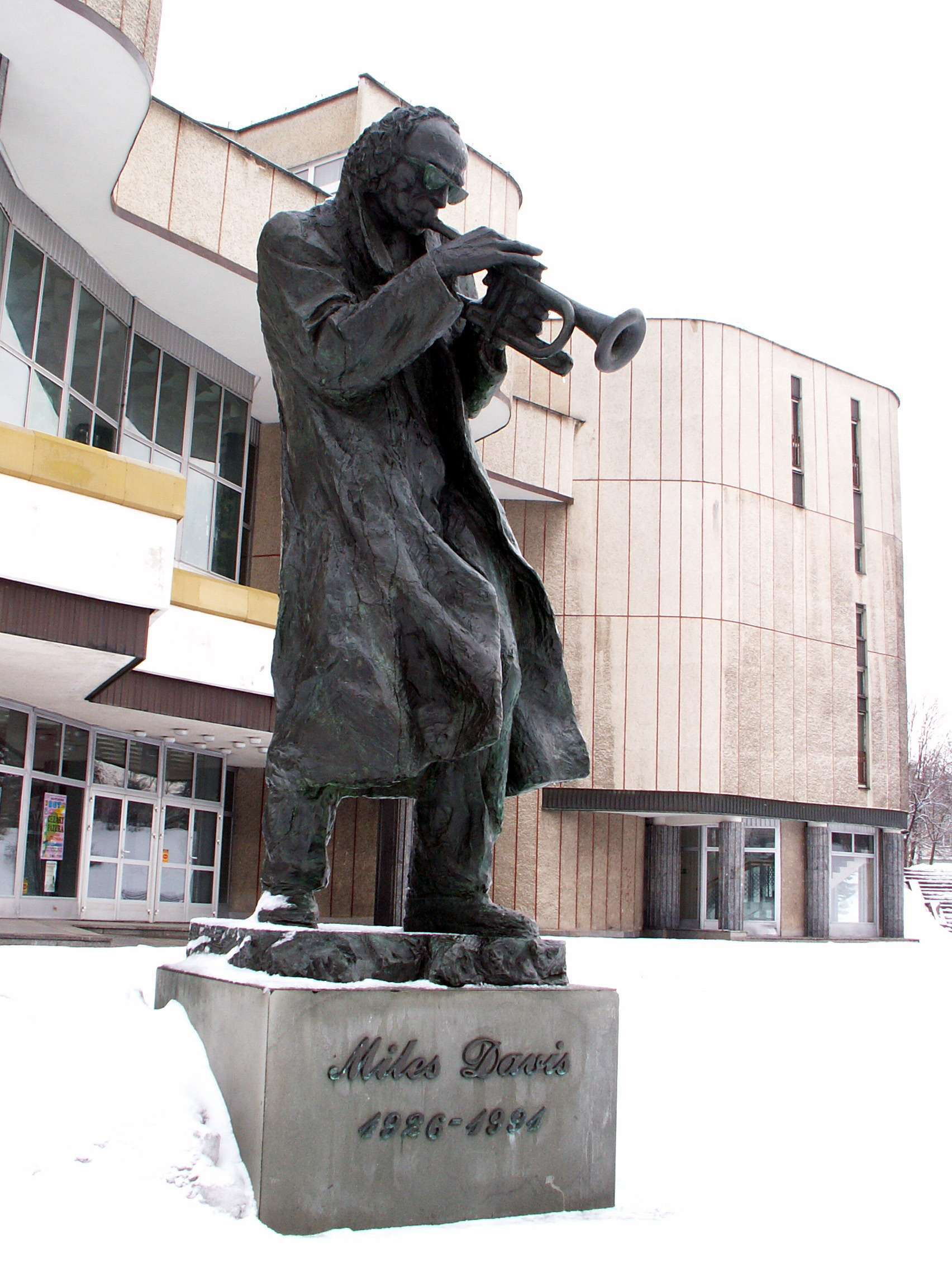
Estàtua de Miles Davis a Kielce (Polònia)

- Cookin with the Miles Davis Quintet (1956)
- Steamin with the Miles Davis Quintet (1956)
- Relaxin with the Miles Davis Quintet (1956)
- Workin with the Miles Davis Quintet (1956)
- Miles Ahead (1957)
- Milestones (1958)
- Ascenseur pour l'échafaud (Lift to the scaffold)- Soundtrack (1958)
- Kind of Blue (1959)
- Seven Steps to Heaven (1963)
- ESP (1965)
- Miles Smiles (1966)
- Nefertiti (1967)
- In a Silent way (1969)
- Bitches Brew (1969)
- Black beauty: Miles Davis at Filmore West (1970)
- The Man with the Horn (1981)
- Decoy (1983)
- Aura (1985)
- Tutu (1989)
- Amandla! (1989)